# HP Boyz
HP Boyz — австралійський хіп-хоп і дрил гурт, створений у 2019 році в Гемптон-Парку, Мельбурн.
Учасники гурту: «HP Onit», «IKONIC» (2019—2020), «MWAYS» (2019—2022), «HP YJ» (2019—2023).
Їхній сингл «Engineers», який найбільше слухають на Spotify, зібрав понад 20 мільйонів трансляцій.

## Історія
8 травня 2020 року гурт випустив свій дебютний мініальбом 6 to the World.